# Johannes Hubertus Leonardus de Haas
Johannes (Jan) Hubertus Leonardus de Haas, född den 25 mars 1832, död den 4 augusti 1908 i Königswinter, var en holländsk målare.
Lärjunge till van Os i Haarlem, kom han 1857 till Bryssel och hade där stor framgång, särskilt 1861 med tavlan Efter en översvämning. Han var överlägsen i skildringen av den holländska naturen, som livades av hästar, oxar, kor och åsnor.